# إيثان كيسي
إيثان كيسي (بالإنجليزية: Ethan Casey)‏ هو مدون صوتي وصحفي أمريكي، ولد في 1965.

## وصلات خارجية
- الموقع الرسمي